# 恩久·达玛巴扎
恩久·达玛巴扎（藏語：དངུལ་ཆུ་དྷརྨ་བྷ་དྲ།，威利转写：dngul chu d+harma b+ha dra，1772年—1851年）藏族，後藏也如人，第一世恩久活佛。
由他开始的活佛转世系统称为“恩久活佛”（一译“欧曲活佛”），其名即来自欧曲日绰的名字。

## 生平
藏历第十三绕迥之水龙年九月九日（清朝乾隆三十七年，1772年），出生於後藏也如之绒堆穹莫地方。父亲名叫扎喜班觉，母亲名叫喀卓华吉。年幼时，因当地识字者少，家庭生活困难，故未能识字。11岁时，开始随舅父拉普学习藏文字母，後来每遇识字者便学习请教。放牧的时候，他也常用手指在石片和平地上写字。不久，他学会了书写藏文楷书和行书。他家除哥哥旦正旺杰之外，弟弟均年幼，唯有他能侍奉双亲并牧羊，故不得不常留在家里。
13岁时，扎西格培林僧众劝其父母同意他出家。藏历木蛇年正月（1785年），他14岁时随父亲到扎西格培林，由老师洛桑坚赞剃度出家，取法名“洛桑才让”。後来，他又向邻居翁则喜饶学习仪轨等。藏历次年四月十五日下午，他15岁时随大堪布阿旺多杰先后受居士戒、沙弥戒。藏历火羊年（1787年）秋，师父让他独居。18岁时，哥哥旦正旺杰逝世，他为慰问父母，乃回家念诵回向发愿等经文。藏历金狗年正月（1790年），42岁的母亲及姨母因患痢疾而同时病逝，留下尚不能独立生活的子女多位，由其父照看。达玛巴扎非常悲伤，准备找僻静处修行。上师听他说了此计划后，对他说：「欧曲日绰（欧曲山间寺院）远近适中，且系具加持之地，你可住下。」藏历金猪年（1791年），20岁的达玛巴扎赴欧曲日绰。同年十月，在老师耶喜华智座前接受比丘戒。
21岁时，达玛巴扎师从洛桑曲吉，学习正法，并负责笔录上师洛桑曲吉的若乾撰著。大约两年之后，上师洛桑曲吉圆寂，达玛巴扎为老师办了丧事。此後十年，他多次赴札什伦布寺师从仲则·洛桑次臣、古格经师洛桑丹增、大成就师格桑曲吉等大学者学习教法，其中他在杰仲·洛桑格敦座前学习声明、文法、诗学、韵律等，从而精通大小五明。30岁时，父亲逝世。32岁时，其根本上师、大成就者阿旺多杰圆寂。35岁起，达玛巴扎专注实修。41岁起，不再使用仆役，除托一位僧人为其取水之外，将侍者全都打发回寺。此后直到他圆寂前，除了数次赴珠尊寺讲经外，他均在欧曲日绰修行。
藏历第十四绕迥之金猪年四月八日下午（清朝咸丰元年，1851年），达玛巴扎在欧曲日绰圆寂，享年80岁。

## 著作
他的著作多属内明类，其中主要是密宗著述，此外还有文法专著《最胜善巧司徒语教》、《诗论·海藏》、《藻饰词论·大海点滴》、传记咒文念诵法、书牍轨范等，共180余种著作。

## 弟子
他的知名弟子有堪钦阿旺念扎、日普活佛洛色丹穹、德钦活佛洛桑次臣等多位。